# Capo Adare
Capo Adare (in inglese Cape Adare), è un promontorio nella parte più settentrionale della Terra Vittoria in Antartide. Localizzato ad una latitudine di 71° 17′ S ed una longitudine di 170° 14′ E, il capo separa il mare di Ross (ad est) dai mari antartici (ad ovest). Nell'entroterra invece si trovano le Admiralty Mountains. Il luogo è stato un importante sito di sbarco durante l'esplorazione dell'Antartide.
A capo Adare si trova una numerosa colonia di pinguini di Adelia.

## Sito storico
Capo Adare venne scoperto dal capitano James Ross nel gennaio 1841 ed intitolato all'amico Edwin Wyndham-Quin, visconte di Adare in Irlanda.
Nel gennaio 1895 gli esploratori norvegesi Henryk Bull e Carstens Borchgrevink sbarcarono a capo Adare e raccolsero diversi campioni geologici. Borchgrevink torna a capo Adare nel 1899 e vi costruisce due rifugi: i primi edifici dell'Antartide. Alcuni membri della spedizione trascorsero l'inverno in Antartide per venire recuperati nel gennaio 1900. Lo zoologo Nicolai Hanson morì durante l'inverno e venne sepolto a capo Adare.
I membri del Northern Party della spedizione Terra Nova trascorsero a capo Adare gli anni 1911-12 e vi costruirono un rifugio, oggi in rovina.

## Storia recente
Nel febbraio 2007 la nave baleniera giapponese Nisshin Maru ebbe un guasto nella stiva mentre era in navigazione nel mare di Ross e restò alla deriva sino alla riparazione dei motori facendo temere un naufragio a causa della vicinanza di capo Adare.

## Conservazione
L'area è stata designata come Area Specialmente Protetta dell'Antartide (codice ASPA 159).